# Oxotremorina
La oxotremorina es un medicamento alcaloide sintético que actúa como agonista no selectivo de los receptores muscarínicos, como los receptores tipo M1 y M3, por lo que es una droga parasimpaticomimética.

## Acciones
La oxotremorina produce ataxia, temblor y espasticidad, tales como los que se evidencian en la enfermedad de Parkinson, por lo que ha sido empleado como herramienta en estudios experimentas para determinar la eficacia de fármacos antiparkinsonianos.